# Heteragrion simulatum
Heteragrion simulatum là loài chuồn chuồn trong họ Megapodagrionidae. Loài này được Williamson mô tả khoa học đầu tiên năm 1919.